# Золотая тёща
Золотая тёща — российский семейный комедийный телесериал производства компании Леан-М. Премьерный показ прошёл в 2006 году на канале ТВ Центр.

## Сюжет и особенности
Сюжет сериала закручен вокруг главного героя Сергея Крымова (владельца турфирмы) и его гражданской жены Светланы, к которой «как снег на голову» приезжает из деревни мама, Антонина Михайловна. Тёща очень быстро находит общий язык с дочкой Сергея от первого брака Дашей, но разница в воспитании и взглядах на жизнь, становится поводом для постоянных стычек с сестрой Сергея Валерией. Постепенно Антонина Михайловна узнаёт, что её дочь и Сергей не расписались, и всячески старается поспособствовать этому, иногда очень необычными методами. Помимо этого, в турфирме «Крымов и Ко», где работают Сергей и Светлана, каждый день приносит новые, подчас трудноразрешимые проблемы. Но находчивая тёща всегда найдёт решение, даже если сначала ситуация кажется совсем безнадёжной.
Основная часть сюжетных коллизий возникает из-за столкновения провинциального, традиционного мировоззрения заглавной героини и европеизированного образа жизни Сергея и Валерии. Сериал, состоящий из 48 эпизодов, не имеет зарубежного аналога и представляет собой чисто российскую продукцию.

## В ролях

### В главных ролях
- Эвелина Сакуро — Антонина Михайловна Степанова, тёща; пенсионерка, раньше работала завхозом в школе.
- Елена Ковальчук — Светлана, дочь Антонины Михайловны; секретарша туристического агентства «Крымов и Ко».
- Вадим Колганов — Сергей Иванович Крымов, гражданский муж Светланы; владелец и директор туристического агентства «Крымов и Ко».
- Татьяна Аугшкап — Валерия Ивановна Крымова, сестра Сергея, старая дева, пианистка.
- Вероника Лысакова — Даша Крымова, дочь Сергея от первого брака.
- Тимур Родригез — Павел Копытин, друг и партнёр Сергея по бизнесу.
- Алёна Ковальчук — Людмила Толстых; менеджер в туристическом агентстве «Крымов и Ко».
- Владимир Тишко — Артур Шпирт, друг Сергея; стоматолог.
- Александр Хотченков — Георгий Ильич Суббота, сосед Крымовых, муж Антонины Михайловны (в последней серии); генерал в отставке.
- Елена Галибина — Валентина Карповна, бывшая тёща Сергея, бабушка Даши; работала бухгалтером.

### В эпизодах
- Эвелина Блёданс — мама ученика Валерии.
- Людмила Гнилова — подруга Антонины Михайловны из Сосновки.
- Юрий Батурин — Лев Бакулин.
- Наталья Унгард — эпизодическая роль.
- Сергей Апрельский — Алексей Денисов.
- Тимур Акавов — эпизодическая роль.
- Дмитрий Прокофьев — Леонидыч.
- Михаил Вандышев — майор.
- Злата Чугунова — Ритка, любовница Крымова.

### Кастинг
Исполнительница главной роли, Эвелина Сакуро, попала в поле зрения продюсера Шабана Муслимова случайно, на съёмочной площадке другого ситкома — «Дедушка моей мечты», но понравилась настолько, что на пробы «Крымова и его женщин» (как изначально планировали назвать новый телесериал) её пригласили буквально через две недели, а ещё через неделю уже утвердили в роли Антонины Михайловны. В дальнейшем она сама формировала внешний облик своей героини, стараясь в противовес анекдотам сделать свою тёщу привлекательной для зрителей, раскрыть им её внутренний мир Впоследствии именно роль в «Золотой тёще» помогла Сакуро сняться во вторых «Утомлённых солнцем», когда директор картины случайно увидела её на телеэкране и пригласила также на роль тёщи главного героя.
Владимир Тишко, ведущий программы «Москва: инструкция по применению», изначально рассматривался как кандидат на роль Паши Копытина, партнёра Крымова по бизнесу, которая в итоге досталась Тимуру Родригезу, а Тишко сыграл в телесериале стоматолога Артура.